# Saïdou Sow
Saïdou Sow (Conakry, 4 luglio 2002) è un calciatore guineano, difensore del Nantes in prestito dallo Strasburgo e della nazionale guineana.

## Caratteristiche tecniche
È un difensore centrale forte fisicamente e bravo in impostazione.

## Carriera

### Club
Cresciuto nel settore giovanile del Saint-Étienne, il 30 settembre 2020 ha firmato il primo contratto professionistico con il club e pochi giorni più tardi ha esordito in prima squadra giocando l'incontro di Ligue 1 perso 2-0 contro il Lens.
Nel 2023 si trasferisce allo Strasburgo, che il 25 gennaio 2025 lo cede in prestito al Nantes.
Debutta con il nuovo club il giorno successivo, partendo da titolare nel pareggio casalingo per 1-1 contro l'Olympique Lione; mentre trova la prima rete con la stessa il 30 marzo seguente, in occasione della sconfitta per 3-2 contro il Le Havre.

### Nazionale
Il 10 ottobre 2020 ha debuttato con la nazionale guineana in occasione dell'amichevole vinta 2-1 contro Capo Verde; è stato convocato per la Coppa delle nazioni africane 2021.

## Statistiche

### Presenze e reti nei club
Statistiche aggiornate al 31 marzo 2025
| Stagione               | Squadra                | Campionato             | Campionato | Campionato | Coppe nazionali | Coppe nazionali | Coppe nazionali | Coppe continentali | Coppe continentali | Coppe continentali | Altre coppe | Altre coppe | Altre coppe | Totale | Totale | Totale |
| Stagione               | Squadra                | Comp                   | Pres       | Reti       | Comp            | Pres            | Reti            | Comp               | Pres               | Reti               | Comp        | Pres        | Reti        | Pres   | Reti   |        |
| ---------------------- | ---------------------- | ---------------------- | ---------- | ---------- | --------------- | --------------- | --------------- | ------------------ | ------------------ | ------------------ | ----------- | ----------- | ----------- | ------ | ------ | ------ |
| 2021-2022              | Saint-Étienne 2        | N3                     | 3          | 0          | -               | -               | -               | -                  | -                  | -                  | -           | -           | -           | 3      | 0      |        |
| 2022-2023              | Saint-Étienne 2        | N3                     | 6          | 0          | -               | -               | -               | -                  | -                  | -                  | -           | -           | -           | 6      | 0      |        |
| Totale Saint-Étienne 2 | Totale Saint-Étienne 2 | Totale Saint-Étienne 2 | 9          | 0          |                 | -               | -               |                    | -                  | -                  |             | -           | -           | 9      | 0      |        |
| 2020-2021              | Saint-Étienne          | L1                     | 15         | 0          | CF              | 1               | 0               | -                  | -                  | -                  | -           | -           | -           | 16     | 0      |        |
| 2021-2022              | Saint-Étienne          | L1                     | 13         | 2          | CF              | 1               | 0               | -                  | -                  | -                  | -           | -           | -           | 14     | 2      |        |
| 2022-2023              | Saint-Étienne          | L2                     | 25         | 0          | CF              | 1               | 0               | -                  | -                  | -                  | -           | -           | -           | 26     | 0      |        |
| ago. 2023              | Saint-Étienne          | L2                     | 1          | 0          | CF              | 0               | 0               | -                  | -                  | -                  | -           | -           | -           | 1      | 0      |        |
| Totale Saint-Étienne   | Totale Saint-Étienne   | Totale Saint-Étienne   | 54         | 2          |                 | 3               | 0               |                    | -                  | -                  |             | -           | -           | 57     | 2      |        |
| 2023-2024              | Strasburgo 2           | N3                     | 1          | 0          | -               | -               | -               | -                  | -                  | -                  | -           | -           | -           | 1      | 0      |        |
| 2023-2024              | Strasburgo             | L1                     | 10         | 0          | CF              | 2               | 0               | -                  | -                  | -                  | -           | -           | -           | 12     | 0      |        |
| 2024-gen. 2025         | Strasburgo             | L1                     | 12         | 0          | CF              | 1               | 0               | -                  | -                  | -                  | -           | -           | -           | 13     | 0      |        |
| Totale Strasburgo      | Totale Strasburgo      | Totale Strasburgo      | 22         | 0          |                 | 3               | 0               |                    | -                  | -                  |             | -           | -           | 25     | 0      |        |
| gen.-giu. 2025         | Nantes                 | L1                     | 8          | 1          | CF              | -               | -               | -                  | -                  | -                  | -           | -           | -           | 8      | 1      |        |
| Totale carriera        | Totale carriera        | Totale carriera        | 94         | 3          |                 | 6               | 0               |                    | -                  | -                  |             | -           | -           | 100    | 3      |        |

### Cronologia presenze e reti in nazionale
| Cronologia completa delle presenze e delle reti in nazionale ― Guinea | Cronologia completa delle presenze e delle reti in nazionale ― Guinea | Cronologia completa delle presenze e delle reti in nazionale ― Guinea | Cronologia completa delle presenze e delle reti in nazionale ― Guinea | Cronologia completa delle presenze e delle reti in nazionale ― Guinea | Cronologia completa delle presenze e delle reti in nazionale ― Guinea | Cronologia completa delle presenze e delle reti in nazionale ― Guinea | Cronologia completa delle presenze e delle reti in nazionale ― Guinea |
| Data                                                                  | Città                                                                 | In casa                                                               | Risultato                                                             | Ospiti                                                                | Competizione                                                          | Reti                                                                  | Note                                                                  |
| --------------------------------------------------------------------- | --------------------------------------------------------------------- | --------------------------------------------------------------------- | --------------------------------------------------------------------- | --------------------------------------------------------------------- | --------------------------------------------------------------------- | --------------------------------------------------------------------- | --------------------------------------------------------------------- |
| 10-10-2020                                                            | Faro                                                                  | Capo Verde                                                            | 1 – 2                                                                 | Guinea                                                                | Amichevole                                                            | -                                                                     | 54’                                                                   |
| 15-11-2020                                                            | N'Djamena                                                             | Ciad                                                                  | 1 – 1                                                                 | Guinea                                                                | Qual. Coppa d'Africa 2021                                             | -                                                                     | 54’ 82’                                                               |
| 31-5-2021                                                             | Adalia                                                                | Turchia                                                               | 0 – 0                                                                 | Guinea                                                                | Amichevole                                                            | -                                                                     |                                                                       |
| 8-6-2021                                                              | Manavgat                                                              | Kosovo                                                                | 1 – 2                                                                 | Guinea                                                                | Amichevole                                                            | -                                                                     |                                                                       |
| 11-6-2021                                                             | Manavgat                                                              | Niger                                                                 | 1 – 2                                                                 | Guinea                                                                | Amichevole                                                            | -                                                                     | 46’                                                                   |
| 9-10-2021                                                             | Agadir                                                                | Guinea                                                                | 2 – 2                                                                 | Sudan                                                                 | Qual. Mondiali 2022                                                   | -                                                                     |                                                                       |
| 12-11-2021                                                            | Conakry                                                               | Guinea                                                                | 0 – 0                                                                 | Guinea-Bissau                                                         | Qual. Mondiali 2022                                                   | -                                                                     |                                                                       |
| 6-1-2021                                                              | Kigali                                                                | Ruanda                                                                | 0 – 2                                                                 | Guinea                                                                | Amichevole                                                            | -                                                                     |                                                                       |
| 10-1-2021                                                             | Bafoussam                                                             | Guinea                                                                | 1 – 0                                                                 | Malawi                                                                | Coppa d'Africa 2021 - 1º turno                                        | -                                                                     | 71’                                                                   |
| 14-1-2022                                                             | Bafoussam                                                             | Senegal                                                               | 0 – 0                                                                 | Guinea                                                                | Coppa d'Africa 2021 - 1º turno                                        | -                                                                     |                                                                       |
| 24-1-2022                                                             | Bafoussam                                                             | Guinea                                                                | 0 – 1                                                                 | Gambia                                                                | Coppa d'Africa 2021 - Ottavi di finale                                | -                                                                     |                                                                       |
| 5-6-2022                                                              | Il Cairo                                                              | Egitto                                                                | 1 – 0                                                                 | Guinea                                                                | Qual. Coppa d'Africa 2023                                             | -                                                                     |                                                                       |
| 24-3-2023                                                             | Casablanca                                                            | Guinea                                                                | 2 – 0                                                                 | Etiopia                                                               | Qual. Coppa d'Africa 2023                                             | -                                                                     |                                                                       |
| 27-3-2023                                                             | Rabat                                                                 | Etiopia                                                               | 2 – 3                                                                 | Guinea                                                                | Qual. Coppa d'Africa 2023                                             | -                                                                     |                                                                       |
| 14-6-2023                                                             | Marrakech                                                             | Guinea                                                                | 1 – 2                                                                 | Egitto                                                                | Qual. Coppa d'Africa 2023                                             | -                                                                     |                                                                       |
| 17-6-2023                                                             | Cornellà de Llobregat                                                 | Brasile                                                               | 4 – 1                                                                 | Guinea                                                                | Amichevole                                                            | -                                                                     |                                                                       |
| 9-9-2023                                                              | Lilongwe                                                              | Malawi                                                                | 2 – 2                                                                 | Guinea                                                                | Qual. Coppa d'Africa 2023                                             | 1                                                                     | 46’                                                                   |
| 13-10-2023                                                            | Setúbal                                                               | Guinea                                                                | 1 – 0                                                                 | Guinea-Bissau                                                         | Amichevole                                                            | -                                                                     |                                                                       |
| 17-10-2023                                                            | São João da Venda                                                     | Guinea                                                                | 1 – 1                                                                 | Gabon                                                                 | Amichevole                                                            | -                                                                     |                                                                       |
| 17-11-2023                                                            | Berkane                                                               | Guinea                                                                | 2 – 1                                                                 | Uganda                                                                | Qual. Mondiali 2026                                                   | -                                                                     |                                                                       |
| 21-11-2023                                                            | Francistown                                                           | Botswana                                                              | 1 – 0                                                                 | Guinea                                                                | Qual. Mondiali 2026                                                   | -                                                                     |                                                                       |
| 23-1-2024                                                             | Yamoussoukro                                                          | Guinea                                                                | 0 – 2                                                                 | Senegal                                                               | Coppa d'Africa 2023 - 1º turno                                        | -                                                                     |                                                                       |
| 6-6-2024                                                              | Baraki                                                                | Algeria                                                               | 1 – 2                                                                 | Guinea                                                                | Qual. Mondiali 2026                                                   | -                                                                     |                                                                       |
| 10-6-2024                                                             | El Jadida                                                             | Guinea                                                                | 0 – 1                                                                 | Mozambico                                                             | Qual. Mondiali 2026                                                   | -                                                                     |                                                                       |
| 12-10-2024                                                            | Abidjan                                                               | Guinea                                                                | 4 – 1                                                                 | Etiopia                                                               | Qual. Coppa d'Africa 2025                                             | -                                                                     |                                                                       |
| 15-10-2024                                                            | Abidjan                                                               | Etiopia                                                               | 0 – 3                                                                 | Guinea                                                                | Qual. Coppa d'Africa 2025                                             | -                                                                     | 65’                                                                   |
| 16-11-2024                                                            | Abidjan                                                               | Guinea                                                                | 1 – 0                                                                 | RD del Congo                                                          | Qual. Coppa d'Africa 2025                                             | -                                                                     |                                                                       |
| 19-11-2024                                                            | Dar es Salaam                                                         | Tanzania                                                              | 1 – 0                                                                 | Guinea                                                                | Qual. Coppa d'Africa 2025                                             | -                                                                     |                                                                       |
| Totale                                                                |                                                                       | Presenze                                                              | 28                                                                    |                                                                       | Reti                                                                  | 1                                                                     |                                                                       |